# Agentul 007 contra GoldenEye
Agentul 007 contra GoldenEye este un film din seria filmelor James Bond care cuprinde filme de spionaj britanice inspirate din romanele lui Ian Fleming despre un personaj fictiv, un agent MI6 pe nume James Bond cu numele de cod 007. Coproducția britano-americană apare pe ecran în Europa Occidentală în anul 1995. 

## Acțiune
Acțiunea filmului are loc pe timpul Războiului Rece. Agentul 007 James Bond cu partnerul său agentul 006, trebuie să distrugă o fabrică sovietică de arme chimice din  Arhanghelsk. Acțiunea lor este reușită, dar agentul  006, cade în mâna sovieticilor, care sunt conduși de colonelul Ourumov, acesta are probabil de gând să execute partenerul lui James Bond. În cele din urmă ca intotdeauna, James Bond reușește să-și salveze partnerul. Peste 9 ani s-a încheiat perioada Războiului Rece, James Bond fiind  în Monaco, ajunge  prin Xenia Onatopp, o agentă sovietică să descopere organizația teroristă sovietică numită  Janus, la conducerea organizației secrete fiind cunoștința sa veche colonelul Ourumov. Sovieticii reușesc să fure satelitul secret militar numit Goldeneye, care este capabil să declanșeze un impuls electromagnetic printr-o explozie atomică, în straturile superioare ale atmosferei terestre. După o serie de peripeții spectaculoase, James Bond reușește să zădărnicească planul militar sovietic, trădătorul Grisenko moare prin congelare, iar Bond împreună cu Natalia ajung cu ajutorul unui elicopter militar american în golful  Guantanamo.

## Legături externe
- Agentul 007 contra GoldenEye la Internet Movie Database